# Александровка 1-я (Липецкая область)
1-я Алекса́ндровка (Алекса́ндровка Пе́рвая) — деревня Дёмшинского сельсовета Добринского района Липецкой области.
Расположена на правом берегу реки Плавицы; на противоположном берегу находится деревня Панино-Липецкое. Вдоль южной границы проходит шоссе Добринка — Средняя Матрёнка; по нему через реку переброшен мост.
Известна с первой половины XIX века. В 1862 году называлась Алекса́ндровкой-Саве́льевкой; тогда в ней был конезавод. Название — от имени и фамилии одного из владельцев. Позже деревня стала Алекса́ндровкой, а поздние советские годы к ней добавилось определение Первая — в отличие от Второй Александровки.
В Александровке детские годы провёл писатель А. И. Эртель (1855—1908).

## Население
| 2010 |
| ---- |
| 131  |

## Объекты культурного наследия
- Курганная группа     (11 насыпей)   исторический памятник (региональный)